# Anabasis (Arrian)
Die Anabasis des Alexander (altgriechisch Ἀλεξάνδρου Ἀνάβασις Alexándrou Anábasis; lateinisch Anabasis Alexandri) wurde von Arrian von Nikomedien, einem der wichtigsten Alexanderhistoriker, im zweiten Jahrhundert nach Christus verfasst, höchstwahrscheinlich während der Herrschaft des Hadrian.
Die Anabasis, die sieben Bücher umfasst, ist eine Geschichte der Feldzüge Alexanders des Großen, namentlich seiner Eroberung des persischen Reiches zwischen 336 und 323 v. Chr. Sowohl der ungewöhnliche Titel „Anabasis“, wörtlich Hinaufmarsch (von der Küste ins Landesinnere), als auch der Aufbau in sieben Büchern zeigen Arrians Anlehnung an das Werk des griechischen Historikers Xenophon, dessen Anabasis in sieben Büchern den früheren Feldzug „ins Landesinnere“ unter Kyros dem Jüngeren im Jahr 401 v. Chr. schildert.

## Tendenz, Quellen
Die Anabasis ist – abgesehen von der unvollständig erhaltenen Alexanderbiographie des Quintus Curtius Rufus – der bei weitem umfassendste erhaltene Bericht über Alexanders Eroberung des persischen Reiches. Sie ist in erster Linie eine Militärgeschichte; das Werk beginnt mit Alexanders Besteigung des makedonischen Throns im Jahr 336 v. Chr. und gibt nichts über Alexanders frühes Leben preis (im Gegensatz z. B. zu Plutarchs Biographie über Alexander). Arrians Text ist auch keine umfängliche Geschichtsdarstellung der griechischsprachigen Welt während Alexanders Herrschaft. Arrians Hauptquellen bei der Abfassung der Anabasis waren, wie er selbst im Vorwort angibt, die verlorenen zeitgenössischen Berichte über den Feldzug von Ptolemaios I. und Aristobulos sowie, für seine späteren Bücher, Nearchos. Eines der Hauptziele, die Arrian mit der Abfassung seiner Anabasis verfolgte, scheint darin zu bestehen, die zu seiner Zeit gängige „Vulgata“-Erzählung von Alexanders Herrschaft zu korrigieren, die in erster Linie auf die verlorene Alexandergeschichte des Historikers Kleitarchos zurückgeht (siehe dazu Alexanderhistoriker).

## Inhalt

### Buch 1
Im ersten Buch der Anabasis werden die ersten drei Jahre von Alexanders Herrschaft (336–334 v. Chr.) behandelt. Unter anderem liefert das Buch bemerkenswerte Beschreibungen von Alexanders Eroberung und Plünderung der böotischen Stadt Theben (335 v. Chr.) und von Alexanders Sieg in der Schlacht am Granikos über die persischen Satrapen Kleinasiens (334 v. Chr.).

### Buch 2
Das zweite Buch der Anabasis erzählt von Alexanders Aufenthalt in Gordion in Phrygien, wo er den Gordischen Knoten löste. Hauptsächlich enthält es aber drei große militärische Unternehmungen: der Sieg des Makedonenkönigs in der Schlacht bei Issos (333 v. Chr.) über den Perserkönig Dareios III. und Alexanders anschließende großzügige Behandlung der in Gefangenschaft geratenen persischen Königsfamilie, die langwierige Belagerung von Tyros (332 v. Chr.), die mit der Erstürmung der Stadt durch Alexanders Heer endete, und die im gleichen Jahr erfolgte Belagerung von Gaza.

### Buch 3
Der Beginn des dritten Buchs der Anabasis referiert den Aufenthalt Alexanders in Ägypten einschließlich seines Besuchs des Ammon-Orakels in der Oase Siwa (331 v. Chr.). Dann wendet es sich der im gleichen Jahr erfolgten Schlacht von Gaugamela zu, in der Dareios III. erneut gegen Alexander verlor. Die zweite Hälfte des Buchs beschreibt Alexanders Verfolgung des Perserkönigs und dessen Ende, den weiteren Widerstand des die rechtmäßige Nachfolge des Dareios beanspruchenden Prätendenten Bessos sowie die Hinrichtung des einer Verschwörung gegen Alexander verdächtigen Philotas und die Ermordung von dessen betagtem Vater Parmenion (331–330 v. Chr.). In der Anabasis wird der vom spartanischen König Agis III. 331 v. Chr. in Griechenland unternommene, aber gescheiterte Aufstandsversuch gegen die makedonische Hegemonie nicht erwähnt.

### Buch 4
Das vierte Buch der Anabasis beschreibt zuerst den Beginn des langwierigen Aufstands in Sogdien und Baktrien, in dessen Verlauf die Makedonen gegen Bessos, Spitamenes und Oxyartes kämpften (329–327 v. Chr.). Danach folgt – in Abweichung zur sonstigen chronologischen Reihenfolge – ein Einschub von Ereignissen, die Alexander in Misskredit brachten (Anabasis 4, 8–14): die Tötung des Kleitos, Alexanders Einführung der Proskynese sowie die Pagenverschwörung und den damit verbundenen Tod von Alexanders Geschichtsschreiber Kallisthenes von Olynth. Der letzte Teil des Buchs stellt den weiteren Verlauf der Niederwerfung des sogdisch-baktrischen Aufstands und den Anfang des Indienfeldzugs dar (327 v. Chr.).

### Buch 5
Das fünfte Buch der Anabasis setzt die Erzählung von Alexanders Indienfeldzug im Jahr 326 v. Chr. fort. Unter anderem wird der Sieg des Makedonenkönigs in seiner letzten großen Feldschlacht, die er gegen den indischen König Poros austrug (Schlacht am Hydaspes), berichtet, ebenso die Weigerung von Alexanders Heer am Fluss Hyphasis, weiterzumarschieren, was Alexander zur Umkehr zwang.

### Buch 6
Zuerst wird im sechsten Buch der Anabasis der Marsch von Alexander und seiner Armee den Indus abwärts zum Indischen Ozean dargestellt. Dabei referiert Arrian die Kämpfe des Makedonenkönigs gegen an diesem Strom siedelnde indische Stämme, insbesondere seinen Mallerfeldzug (326–325 v. Chr.). Dann folgt eine Beschreibung des Rückmarschs von Alexanders Hauptheer nach Westen, u. a. die sehr verlustreiche Durchquerung der Wüste Gedrosiens (325 v. Chr.). Die gleichzeitige Fahrt seiner Flotte unter der Führung des Nearchos entlang der Küste des Indischen Ozeans bis zum Persischen Golf stellte Arrian in einer eigenen kleinen Schrift Indika dar, die einen Anhang zur Anabasis darstellt.

### Buch 7
Das siebte und letzte Buch der Anabasis schildert Ereignisse aus den letzten beiden Lebensjahren Alexanders, so die Massenhochzeit von Susa, die Meuterei des makedonischen Heers in Opis, die zahlreichen Vorhersagen und Omina für Alexanders baldigen Tod, das Ableben von Alexanders engem Freund Hephaistion und den Tod des Makedonenkönigs in Babylon (324–323 v. Chr.). Am Ende des Buchs werden Gerüchte referiert, dass Alexander durch Vergiftung gestorben sei; Arrian steht diesen Mutmaßungen ablehnend gegenüber.

## Frühe Editionen
Die ersten Editionen von Arrians Anabasis sind eine lateinische Übersetzung von C. Valgalius von Brescia, die keine Angabe zum Erscheinungsdatum enthält, und die Ausgabe von B. Facius (Pesaro 1508). Die erste Ausgabe des griechischen Originaltexts wurde von V. Trincavelli (Venedig 1535) veröffentlicht. Es schlossen sich u. a. die Editionen von Gerbel (Strassburg 1539), H. Stephens (Paris 1575), Blancard (Amsterdam 1668), J. Gronovius (Leiden 1704) und K. A. Schmidt mit Anmerkungen von G. Raphelius (Amsterdam 1757) an. Im 19. Jahrhundert legten u. a. J. E. Ellendt (2 Bände, Königsberg 1832) und C. W. Krüger (Berlin 1835) Editionen der Anabasis vor.

## Ausgaben und Übersetzungen
- Arrian: Der Alexanderzug. Indische Geschichte. Griechisch und deutsch. Hrsg. und übers. von Gerhard Wirth und Oskar von Hinüber, Artemis-Verlag, München/Zürich 1985, ISBN 3-7608-1649-5.